# Разложка учителска афера
Разложката учителска афера е масово арестуване и заточване на българските учители из селищата в Разлога през 1882 – 1883 година по подозрение в революционна дейност.

## История
На 26 март 1882 година тримата учители в Мехомия - Иван Попмихайлов, синът му Илия Попмихайлов и Димитър Н. Терзиев Маджерски са арестувани, а книгите им конфискувани. Около Лазаровден същото става и в другите училища в Разлога. Всички учители са затворени в Сяр по обвинение, че разпространяват бунтовна литература, и че провеждат тайно военно обучение. Специална комисия се заема с разследване на случая, но след застъпничеството на руския солунски консул Александър Якобсон, учителите са освободени с по няколко лири глоба.
На 16 декември същата година обаче същите учители отново са задържани, затворени в Сяр, а после в Солун и съдени. Иван Попмихайлов, синът му Илия и Иван Арабаджиев от Банско като водачи са изолирани в карцер. Основно доказателство на процеса е фалшиво обвинение срещу учителите от разложките първенци, дадено им за подпис от командира на мехомийския гарнизон Атуп бей под предлог, че е молба за освобождаване на арестуваните. Осъдени са на три години заточение в Адана, въпреки усилията на руския консул да ги освободи.

## Заточени
| Номер | Име                            | Роден          | Длъжност                     | Снимка |
| ----- | ------------------------------ | -------------- | ---------------------------- | ------ |
| 1     | Иван Попмихайлов (1832 - 1925) | Градево        | учител в Мехомия             |        |
| 2     | Илия Попмихайлов (1862 - 1908) | Мехомия        | учител в Мехомия или Якоруда |        |
| 3     | Цветко Дрончилов (1841 - 1929) | Горно Драглища | учител в Белица              |        |
| 4     | Кръстьо Ковачев (1849 - 1926)  | Горно Драглища | учител в Сърбиново           |        |
| 5     | Иван Арабаджиев (? - 1884)     | Банско         | учител в Банско              |        |
| 6     | Димитър Николов Терзиев        | Мехомия        | учител в Мехомия             |        |
| 7     | Георги Финдрин (1836 - 1913)   | Мехомия        | пътуващ книжар               |        |

На 6 ноември 1883 година учителите отплават за Адана. Местни християни успяват да ги снабдят с пари и паспорти, с които да избягат в България. С полицейския началник се уговарят, когато изтече три годишния срок на заточението, да вземат от него документ за изтърпяна присъда, с който да се върнат по родните места. На 15 юни 1884 година. Иван Арабаджиев и заточения по-рано учител Лазар Теофанов бягат от Адана и в Мерсин се качват на параход за Солун. При полицейска проверка на кораба Арабаджиев умира от разрив на сърцето. Малко след тях бяга от Адана и Георги Финдрин. Останалите заточеници бягат на 2 юли с английския параход „Елас“. В Цариград Иван Попмихайлов се среща с екзарх Йосиф I Български, който ги снабдява с пари и с писмо до митрополит Симеон Варненски. След пристигането им във Варна, митрополит Симеон назначава Иван Попмихайлов за учител в Кестрич, Илия Попмихайлов - във Варна, Цветко Дрончилов - във Влахлар, Кръстьо Коначев - в Галата, а Димитър Маджерски - в Четлар, Балчишко.